# یوکی موریکاوا
یوکی موریکاوا (ژاپنی: 森川 裕基؛ زادهٔ ۷ ژانویهٔ ۱۹۹۳) یک بازیکن فوتبال اهل ژاپن است.
از باشگاه‌هایی که در آن بازی کرده‌است می‌توان به باشگاه فوتبال کاماتامار سان‌اوکی اشاره کرد.